# Silicate de zirconium
Le silicate de zirconium, ou orthosilicate de zirconium, est un composé chimique de formule ZrSiO4. Il est présent dans le milieu naturel sous la forme de zircon, un nésosilicate. La substance pure est un solide gris clair inodore pratiquement insoluble dans l'eau, les acides (y compris l'eau régale) et les bases. Il a une dureté de 7,5 sur l'échelle de Mohs. Il cristallise dans le système tétragonal selon le groupe d'espace I41/amd (no 141) avec pour paramètres a = 671 pm et c = 604 pm. Il se décompose à 1 673 °C en dioxyde de zirconium ZrO2 et en dioxyde de silicium SiO2, la substance obtenue fondant à environ 2 550 °C.
Il est utilisé dans la fabrication de matériaux réfractaires ayant une bonne résistance à la corrosion alcaline. Il est également utilisé dans la fabrication de certaines céramiques, émaux et glaçures de céramiques. Il est utilisé comme agent opacifiant dans les émaux et les glaçures et peut également être présent dans certains ciments. Un autre usage du silicate de zirconium est son incorporation comme abrasif pour meules / meulage et rectification.
Des couches minces de silicate de zirconium(IV) et de silicate d'hafnium(IV) HfSiO4 déposées par CVD, généralement par MOCVD, peuvent être utilisées comme diélectriques high-κ à la place du SiO2 dans l'industrie des semiconducteurs
.